# الغريب (مسلسل سوري)
الغريب (مسلسل سوري): تدور أحداث المسلسل حول موظف جمركي يتهم في العام ١٩٩٦م ظلمًا في قضية يدخل على إثرها السجن لمدة ٢٠ عامًا، لكنه يقرر البحث عن الحقيقة والانتقام عندما يخرج، وتحاول الاحداث تسليط الضوء على قضايا الفساد والظلم.